# Dicaelina
Dicaelina es una subtribu de coleópteros adéfagos perteneciente a la familia Carabidae.

## Géneros
Se reconocen los siguientes géneros:
- Dicaelus Bonelli, 1813
- Diplocheila Brulle, 1834